# Girl Gang
Girl Gang ist ein Schweizer Dokumentarfilm von Susanne Regina Meures aus dem Jahr 2022. Der Film wurde beim CPH:DOX in Kopenhagen im Internationalen Wettbewerb im Juni 2022 uraufgeführt und kam am 20. Oktober 2022 in die Kinos.

## Handlung
Girl Gang folgt der 14-jährigen Influencerin „Leoobalys“ in ihrem Alltag. Sie lebt in Berlin und hat bereits als Jugendliche eine knappe Million Follower. Sie postet bei Instagram, Snapchat und YouTube Momentaufnahmen aus ihrem Leben. Zu Beginn der Dreharbeiten arbeitet Vater Andreas noch als Barkeeper, doch mit dem steigenden Erfolg Leonies wird ihre Karriere zusehends lukrativer. Die Eltern entscheiden sich daher im Lauf des Films, das Management für ihre Tochter zu übernehmen. Zum einen, um sie zu schützen, zum anderen, weil ihre Tochter ein Stück weit ihren eigenen Traum lebt. „Ich möchte nie wieder in mein altes Leben zurück,“ sagt der Vater, Andreas, an einer Stelle. Insbesondere Leonies Mutter hat Abstiegsängste. Nach außen lebt Leoobalys ein perfektes Leben. Doch der Druck, ständig Inhalte produzieren zu müssen, wie auch ihr eigener Perfektionismus, setzt ihr zu.
Die Szenen aus dem Leben der jungen Influencerin werden kontrastiert mit der Perspektive von Melanie, die in einem kleinen Ort in Bayern lebt. Sie ist ein Fan von Leoobalys und betreibt eine Fanpage für sie. Sie träumt davon, Leoobalys einmal zu begegnen. 
Die dokumentarische Filmhandlung wird von einer Rahmenhandlung in Form eines modern erzählten Märchens begleitet.

## Produktion
Regisseurin Susanne Regina Meures hat nach eigenen Aussagen „mit über 160 Mädchen gesprochen, auf der Strasse, Schulhöfen, in Parks, über Instagram“. Leoobalys begegnete sie nach rund sechs Monaten bei einer Jugendmesse. Ursprünglich plante die Regisseurin einen Film über sie und ihre Freundinnen, verlagerte ihren Schwerpunkt dann jedoch von den Freundinnen auf die Interaktion mit ihrer Familie. Den ursprünglichen Titel behielt Meures bei, weil sie „im Zuge dessen begriffen“ habe, „dass die Girl Gangs von heute nicht mehr die Mädchen im Park sind, sondern die Mädchengruppen, die sich im Internet“ formierten. Die Regisseurin lernte Leoobalys kennen, als sie 13 war. Die junge Influencerin hatte zu diesem Zeitpunkt bereits eine halbe Million Follower. Drehbeginn war nach ihrem 14. Geburtstag, am Ende der Dreharbeiten war sie 17 Jahre alt.

## Auszeichnungen
- 2022: Zürcher Filmpreis in der Kategorie Bester Dokumentarfilm[3]
- 2022: Lobende Erwähnung in der Kategorie A Different Tomorrow (Ein anderes Morgen) beim Reykjavík International Film Festival
- 2022: kinokino Publikumspreis beim DOK.fest München[5]
- 2022: Best International Editing im Internationalen Wettbewerb beim Doc Edge Festival, Neuseeland[6]
- 2022: Nominiert in der Kategorie Europäischer Dokumentarfilm für den Europäischen Filmpreis[7]
- 2023: Nominiert in der Kategorie Bester Dokumentarfilm für den Schweizer Filmpreis[8]